# Église Cottle de Rawlins
L'église Cottle est une église anglicane située à Rawlins, à Saint-Christophe-et-Niévès. Elle est aujourd'hui à l'état de ruines.

## Historique
John Cottle, ancien planteur, a construit cette petite église en 1824 afin de permettre à sa famille et à ses esclaves de prier ensemble. Toutefois, cette église n'a jamais été consacrée car il était illégal, à l'époque, d'aller à la messe avec des esclaves.
En 1974, un tremblement de terre endommagea gravement la structure. De même, en 1989, l'ouragan Hugo la dévasta.

## Situation géographique
Les ruines sont situées au nord de Charlestown, cachées dans les bois près de la route principale, et juste au sud de l'aéroport de Niévès, située à Newcastle. Un petit panneau sur la route principale marque le début d'un chemin de terre qui conduit à l'église.